# A Mata Negra
Pour plus de détails, voir Fiche technique et Distribution.
A Mata Negra est un film d'épouvante fantastique brésilien réalisé par Rodrigo Aragão et sorti en 2018.

## Synopsis
Dans une forêt de l'intérieur du Brésil, Clara, une jeune fille, vit un terrible changement dans sa vie lorsqu'elle trouve le Livre perdu de Cyprien, dans lequel la magie noire, en plus de conférer pouvoir et richesse à ceux qui la possèdent, est capable de déchaîner un terrible mal sur la Terre.

## Fiche technique
- Titre original brésilien : A Mata Negra[1] (litt. « La Forêt noire »)
- Réalisation : Rodrigo Aragão
- Scénario : Rodrigo Aragão, Alexandre Callari
- Photographie : Alexandre Barcelos, Francisco Xavier
- Montage : Thiago Amaral
- Musique : Fepaschoal
- Décors : Eduardo Cárdenas
- Producteurs : Mayra Alarcón
- Société de production : Fábulas Negras Produções Artísticas Ltda.
- Pays de production :  Brésil
- Langue originale : portugais
- Format : Couleurs - 2,39:1
- Genre : Film d'épouvante fantastique
- Durée : 98 minutes
- Date de sortie : 
  - Brésil : 17 mai 2018 (Fantaspoa (pt)) ; 6 décembre 2018 (sortie nationale)

## Distribution
- Carol Aragon : Clara
- Jackson Antunes (pt) : Francisco das Graças
- Clarissa Pinheiro (pt) : Maria
- Elbert Merlin : Jean
- Mayra Alarcon : Abigail
- Francisco Gaspar : José
- Vinicius Duarte : Agnaldo
- Margareth Galvão : Dona Vera
- Patrícia Eugênio : La sorcière
- Walderrama dos Santos : Albino
- Lívia Memeguini : Clara (enfant)

## Accueil critique
Marcelo Müller, du site Papo de Cinema, a évalué le film de manière positive en écrivant : « Le cinéaste n'hésite pas à utiliser des animatroniques bizarres, des démons imposants et très bien caractérisés, ainsi que des meurtres scandaleux, provoquant une effusion de sang débridée ».
Luiz Zanin Oricchio, de l'O Estado de S. Paulo, a déclaré : « Rempli de bonnes idées, le film paie cependant le prix de ses références et s'enfonce dans une esthétique trash intensifiée à la fin. Cet excès d'emphase finit par l'affaiblir ».